# Guerra de Independência da Bolívia
A Guerra de Independência da Bolívia (em castelhano:  Guerra de Independencia de Bolivia, 1809–1825) começou com o estabelecimento de juntas governamentais em Sucre e La Paz, após a Revolução de Chuquisaca e a Revolução de La Paz. Essas juntas foram derrotadas logo depois, e as cidades caíram novamente sob controle espanhol. A Revolução de Maio de 1810 depôs o vice-rei de Buenos Aires, que estabeleceu sua própria junta. Buenos Aires enviou três grandes expedições militares ao Alto Peru, lideradas por Juan José Castelli, Manuel Belgrano e José Rondeau, mas os monarquistas acabaram prevalecendo sobre cada uma delas. No entanto, o conflito evoluiu para uma guerra de guerrilha, a Guerra das Republiquetas, impedindo os monarquistas de fortalecer sua presença. Depois que Simón Bolívar e Antonio José de Sucre derrotaram os monarquistas no norte da América do Sul, Sucre liderou uma campanha que derrotaria os monarquistas em Charcas para sempre, quando o último general monarquista, Pedro Antonio Olañeta, sofreu morte e derrota nas mãos de seus próprios forças desertaram na Batalha de Tumusla. A independência da Bolívia foi proclamada em 6 de agosto de 1825.

## O poder governante colonial e as causas da guerra
Charcas (atual Bolívia) também é algumas vezes chamada de Alto Peru.  Esta região caiu sob a autoridade do domínio colonial espanhol no século XVI. Foi originalmente colocado diretamente sob o governo do Vice-Reino do Peru, no entanto, esta localização provou ser muito distante para um controle efetivo, então Filipe II estabeleceu a Audiência de Charcas, que era um órgão governamental autônomo sob a tutela do vice-rei do Peru.  Este governo era composto por oidores ou juízes e um governador com o título de presidente da Audiência. A Audiencia recebeu autoridade para tomar decisões finais quando um vice-rei não estava disponível ou estava ausente. 
A Audiencia estava centrada em Chuquisaca, que começou como uma comunidade indígena e mais tarde ficou conhecida pelo seu nome pós-independência, Sucre. Este era o centro administrativo e também de atividades culturais de Charcas. O Arcebispo de Charcas viveu lá e uma das universidades mais importantes da Bolívia foi fundada lá. A Audiência foi uma grande honra para os Charcas.  Os Oidores vinham principalmente da Espanha  e tendiam a ser muito orgulhosos, muitas vezes fazendo com que todos se curvassem diante deles. Eles também eram incrivelmente ignorantes sobre as necessidades e problemas do povo.  À medida que os assentamentos espanhóis se expandiam para o sul, a jurisdição da Audiência de Charcas cresceu para incluir não apenas a atual Bolívia, mas também Argentina, Uruguai, Paraguai e até mesmo partes do Peru. Em 1776, a Audiência de Charcas foi colocada sob a autoridade do vice-rei de Buenos Aires no recém-criado Vice-Reino do Rio da Prata e a maior parte do comércio foi redirecionada para Buenos Aires.  Essa mudança foi contra os desejos peruanos, pois eles queriam manter Charcas por sua enorme riqueza nas minas de Potosí. Nas décadas seguintes, a questão dos laços políticos e económicos com Charcas foi constantemente disputada pelo Peru e pelo Rio da Prata.  Em 25 de maio de 1809, os cidadãos de Sucre participaram do primeiro levante que fez parte do início da guerra de independência na Bolívia. 
Em 1784, os governantes espanhóis criaram o sistema de intendência. Quatro intendências principais foram construídas em La Paz, Cochabamba, Potosí e Chuquisaca. Esse sistema dava autoridade a alguns homens habilidosos e educados que eram diretamente responsáveis perante o Rei da Espanha. Este sistema foi implementado para aumentar as receitas, bem como para pôr fim a problemas específicos que resultaram do mau uso do poder por outras autoridades.  O sistema limitou consequentemente o poder da Audiencia. 
O povo boliviano foi dividido em três categorias principais: crioulos, mestiços e a população indígena. Com autoridade sobre todas essas pessoas estavam os Peninsulares, pessoas influentes que tinham vindo da Espanha para assumir uma posição de liderança na igreja ou no governo, em uma das colônias espanholas. Todo o resto do povo boliviano tinha um status social abaixo dessa classe de elite. Os crioulos eram pessoas de ascendência espanhola pura que nasceram na América Latina. Os crioulos tinham inveja do poder que os peninsulares detinham, e essa atitude fez parte da base da Guerra da Independência. Abaixo dos crioulos na hierarquia social estavam os mestiços, que eram uma mistura de ascendência espanhola e indígena. A principal razão pela qual esses dois povos se misturaram foi a falta de mulheres espanholas na região.  Finalmente, na base da hierarquia estava a maior classe social, os povos indígenas, que falavam principalmente aimará e quíchua. Essas pessoas muitas vezes não sabiam o que estava acontecendo politicamente no país. No entanto, eles ofereceram uma grande força de combatentes tanto para os patriotas quanto para os monarquistas na guerra. No entanto, na Guerra da Independência, eles mostraram-se muito imprevisíveis e, por vezes, voltavam-se contra o exército a qualquer provocação.  Essas pessoas geralmente lutavam por quem controlava aquela área, fossem eles legalistas, patriotas ou monarquistas. Na maioria das vezes, eram as Republiquetas que controlavam as áreas rurais onde os nativos viviam. Embora lutassem por quem quer que fosse, essas pessoas favoreciam os patriotas porque eles eram em parte nativos, enquanto os outros exércitos eram de ascendência puramente espanhola. A real intenção dos povos indígenas era restabelecer o império inca e, por isso, eles queriam uma forma de governo diferente de todos os outros três grupos. Todos esses grupos lutaram pela ajuda dos nativos para vencer a guerra; no entanto, nenhum exército pensou em libertar essas pessoas. 
A independência não era uma ideia nova na mente do povo dos Charcas. Esse conceito já havia começado a criar raízes muito antes e já começavam a aparecer sinais de descontentamento com a atual forma de governo. Indivíduos de todas as classes da população boliviana ficaram insatisfeitos — os crioulos, os mestiços e também os indígenas. Todos estavam sentindo os efeitos do aumento dos impostos espanhóis e das restrições comerciais. As rebeliões indígenas começaram em 1730 em Cochabamba e outras se seguiram nas décadas seguintes.  Embora a maioria das pessoas estivesse infeliz, as diferentes classes sociais não estavam unificadas na solução do dilema. Os povos indígenas queriam acabar com todos os espanhóis e criar uma utopia andina,  enquanto os crioulos desejavam simplesmente mais liberdade em relação à Espanha. Como os crioulos tinham preconceito racial contra a população nativa, esses dois grupos de pessoas não se uniram contra a Espanha. 
Muitas ideias revolucionárias se espalharam a partir da universidade em Chuquisaca.  No início da década de 1780, diferentes estudantes da universidade distribuíram panfletos em Charcas. Estas foram escritas contra a autoridade espanhola e nelas até mesmo os funcionários públicos eram chamados de ladrões.  As ideias de independência realmente surgiram de Aquino, um pai da igreja, que escreveu sobre política. Ele ensinou que se um governante é cruel e tirânico, o povo tem o direito de se rebelar e lutar contra seu próprio governo. O governante deve estar sob o Papa, assim o povo pode se rebelar contra o Rei, mas não contra Deus.  Não havia um líder principal dos revolucionários ou radicais. No entanto, três homens principais foram influentes neste círculo: Jaime Zudañez, Manuel Zudañez e Bernardo Monteagudo. Jaime Zudañez fez parte da Audiência no departamento de defesa dos pobres. Ele tentava influenciar as decisões da Audiência e ninguém suspeitava de seu comportamento traiçoeiro. Manuel Zudeñez, seu irmão, também estava no governo e ocupou um cargo importante na universidade em Chuquisaca. Por fim, Bernardo Monteagudo era um escritor de família pobre, mas que teve impacto nas pessoas por meio de suas campanhas de boatos. Todos estes três homens eram a favor da eliminação do presidente, Ramón García León de Pizarro. 

## Juntas de 1809
Durante a Guerra Peninsular que ocorreu na Espanha, Charcas (hoje Bolívia) acompanhou de perto os relatórios que chegavam descrevendo a rápida evolução da situação política na Espanha, o que levou a Península quase à anarquia. A sensação de incerteza foi agravada pelo facto de as notícias do motim de Aranjuez, em 17 de Março, e da abdicação de Fernando VII, em 6 de Maio de 1808, a favor de José Bonaparte, terem chegado com um intervalo de um mês, em 21 de Agosto e 17 de Setembro, respectivamente.  Na confusão que se seguiu, várias juntas na Espanha e a princesa portuguesa Carlota, irmã de Fernando VII, no Brasil, reivindicaram autoridade sobre as Américas.
Em 11 de novembro, o representante da Junta de Sevilha, José Manuel de Goyeneche, chegou a Chuquisaca, depois de passar por Buenos Aires, com instruções para garantir o reconhecimento de Charcas da autoridade da Junta de Sevilha. Ele também trouxe consigo uma carta da Princesa Carlotta solicitando o reconhecimento de seu direito de governar na ausência de seu irmão. O presidente-intendente Ramón García León de Pizarro, apoiado pelo arcebispo de Chuquisaca Benito María de Moxó y Francolí, estava inclinado a reconhecer a Junta de Sevilha, mas a Audiencia maioritariamente peninsular de Charcas, na sua função de conselho privado do Presidente (o verdadeiro acuerdo), sentiu que seria precipitado reconhecer qualquer um deles. Quase houve uma briga entre o oidor sênior e Goyeneche sobre o assunto, mas a opinião dos oidores prevaleceu.  Os radicais ou revolucionários apoiaram a decisão da Audiencia porque colocava mais poder nas mãos do povo da América Latina, bem como porque era uma separação "temporária" com a Espanha durante este período de tribulação na terra da Espanha.  Nas semanas seguintes, García León e Moxó convenceram-se de que reconhecer Carlota poderia ser a melhor forma de preservar a unidade do império, mas isso era impopular entre a maioria dos Charcasvianos e a Audiencia.  O Presidente e o Arcebispo tornaram-se muito impopulares entre os oidores porque o arcebispo informava o povo sobre todas as notícias que chegavam da Espanha. A Audiencia queria esconder a informação para não reconhecer suas próprias fraquezas. Durante este período a Igreja Católica em Charcas separou-se da "Audiencia" devido à tensão entre Moxó e os Oidores. 

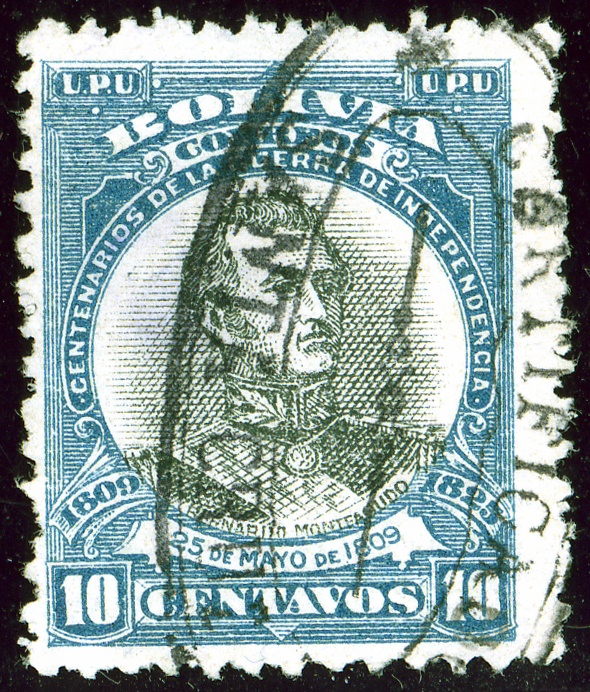
100 anos de luta pela independência: 25 de maio de 1809 em selo comemorativo

Em 26 de maio de 1809, os oidores da Audiencia receberam rumores de que García León de Pizarro planejava prendê-los para reconhecer Carlota. A Audiência decidiu que a situação havia se tornado tão anárquica tanto em Charcas quanto na Península, que Charcas precisava tomar o governo em suas próprias mãos. Ela removeu García León de Pizarro do cargo e se transformou em uma junta, que governou em nome de Fernando, assim como cidades e províncias haviam feito na Espanha um ano antes. Uma segunda junta foi estabelecida em La Paz em 16 de julho pelos crioulos, que assumiram o quartel local e depuseram o intendente e o bispo de La Paz. A junta de La Paz rompeu claramente com qualquer autoridade em Espanha e com as autoridades de Buenos Aires.   José de la Serna, o vice-rei espanhol em Lima, enviou cinco mil soldados liderados por ninguém menos que Goyeneche, que havia se tornado presidente da Audiencia em Cusco. Os rebeldes foram derrotados e os líderes do movimento foram enforcados ou condenados à prisão perpétua. A Audiência teve que implorar por misericórdia e fazer um acordo com os monarquistas para que a cidade de Chuquisaca não fosse deixada em ruínas pelo exército. Esta rebelião foi travada, mas o anseio pela liberdade estava longe de ser extinto.  Depois que Buenos Aires estabeleceu com sucesso uma junta em maio de 1810, Charcas ficou sob o controle do Vice-Reino do Peru e conseguiu repelir várias tentativas de tomá-lo militarmente.
Os Peninsulares tinham opiniões muito divididas sobre qual forma de governo era a melhor e quais reivindicações da Espanha eram realmente verdadeiras, assim, inconscientemente, deixaram espaço para outros grupos tomarem a iniciativa para o futuro de Charcas.  Os crioulos ficaram entusiasmados com esta ruptura entre o Presidente e a Audiencia porque a encararam como uma excelente oportunidade para ganhar o poder que sempre desejaram, mas nunca obtiveram por causa do governo espanhol.  Esses crioulos de classe alta eram divididos em três seções principais. O primeiro foi muito influenciado pelos Peninsulares e por isso não quis mudar nada. O segundo setor ansiava por um governo independente. O último grupo era formado pelos radicais que queriam um governo independente, não apenas para atingir esse objetivo, mas para promover reformas sociais mais profundas. Os crioulos de classe média, assim como os mestiços, não participavam ativamente na expressão das suas opiniões por falta de liderança, mas estavam muito atentos a tudo o que acontecia durante a guerra. 

## Asrepubliquetas
De 1810 a 1824, a ideia de independência foi mantida viva por seis bandos guerrilheiros que se formaram no interior de Charcas. As áreas que eles controlavam são chamadas de republiquetas ("pequenas repúblicas") na historiografia da Bolívia. As republiquetas estavam localizadas na região do Lago Titicaca, Mizque, Vallegrande, Ayopaya, a zona rural ao redor de Sucre, a região sul perto da atual Argentina e Santa Cruz de la Sierra. As republiquetas eram lideradas por caudilhos cujo poder se baseava em sua personalidade e capacidade de vencer combates militares. Isso lhes permitiu criar quase-estados que atraíram seguidores variados, desde exilados políticos dos principais centros urbanos até ladrões de gado e outros membros marginais da sociedade crioula e mestiça. Essas republiquetas crioulas e mestiças frequentemente se aliavam às comunidades indígenas locais, embora nem sempre fosse possível manter a lealdade dos nativos, já que seus próprios interesses materiais e políticos muitas vezes eclipsavam a ideia de independência regional. Em última análise, as republiquetas nunca tiveram o tamanho nem a organização para realmente concretizar a independência de Charcas, mas, em vez disso, mantiveram um impasse de quinze anos com as regiões monarquistas, ao mesmo tempo que impediam as tentativas de Buenos Aires de controlar a área.  A maioria destes quase-estados estava tão isolada que não tinham sequer conhecimento da existência dos outros. 
Durante o período das Republiquetas, os radicais na Argentina conseguiram conquistar a independência do país em 25 de maio de 1810. Como Charcas foi incluída no Vice-Reino do Rio da Prata, os radicais estavam interessados em libertar Charcas também. Os cidadãos de Charcas demonstraram o seu apoio através de uma revolta contra os realistas.  Três exércitos foram enviados da Argentina de 1810 a 1817. O primeiro exército enviado foi liderado por Juan José Castelli. Após sua vitória em Suipacha, ele prendeu o presidente da Audiencia, o intendente de Potosí, bem como um general realista.  As pessoas protestaram contra este acto porque estas pessoas eram respeitadas na comunidade, embora estivessem no lado oposto.  Castelli não atendeu aos seus apelos, mas executou-os mesmo assim porque eles não se submeteriam à Argentina.  O exército argentino saqueou, roubou, matou e abusou dos cidadãos de Potosí. Eles não apenas desrespeitaram as mulheres de lá, como também mataram aquelas que tentaram impedir esse comportamento. Por fim, eles partiram para conquistar Chuquisaca.  Castelli foi de cidade em cidade em Charcas libertando o povo das forças monarquistas, mas destruindo as cidades e maltratando seus cidadãos no processo. Apesar de tudo isso, ele tentou fazer reformas para libertar os indígenas e melhorar sua qualidade de vida. Ele finalmente chegou à fronteira do Vice-Reino de Lima, parou e fez um tratado com Goyeneche, mas não respeitou o tratado e continuou se expandindo. Portanto, em 20 de junho de 1811, Goyeneche atacou o exército de Castelli em Huaqui, ao sul do lago Titicaca, fazendo-os fugir de volta para a Argentina. Eles foram forçados a ignorar Oruro e outras cidades porque o povo de lá queria vingança pelos problemas que eles haviam causado. Goyeneche não continuou a perseguir o exército de Castelli, mas em vez disso parou e cuidou de todos os feridos.  Castelli, no entanto, acabou sendo expulso do país e os realistas assumiram o controle. 
Mais dois exércitos auxiliares da Argentina se seguiram, mas ambos foram derrotados. Manuel Belgrano liderou a Segunda Campanha do Alto Peru (1812–1813), mas foi derrotado nas batalhas de Vilcapugio e Ayohuma. Uma terceira campanha em 1815 também foi repelida após uma derrota esmagadora na Batalha de Sipe-Sipe. 
As áreas de Charcas que permaneceram sob controle monarquista elegeram um representante para as Cortes de Cádiz, Mariano Rodríguez Olmedo, que serviu de 4 de maio de 1813 a 5 de maio de 1814. Rodríguez Olmedo foi um representante conservador, assinando o pedido de 1814, conhecido como o "Manifesto dos Persas" ( "Manifiesto de los Persas"), por setenta delegados das Cortes a Fernando VII para revogar a Constituição Espanhola de 1812. 

## Independência consolidada
Enquanto isso, Simón Bolívar, considerado por alguns como o Napoleão da América do Sul,  e José de San Martín estavam se esforçando para libertar os territórios vizinhos na América Latina. San Martín, que era originário da Argentina,  libertou o Chile e depois seguiu para o Peru. San Martín acreditava que para eliminar o domínio espanhol na América Latina eles tinham que derrotar os realistas no Peru.  Charcas estava então sob o Vice-Reino de Lima e, portanto, a libertação do Peru levaria à libertação de Charcas também.  Portanto, devido a esta forte convicção de que enquanto a Espanha controlasse os mares, teria uma posição no continente, ele criou uma frota liderada por Lord Cochrane, que se juntou ao serviço chileno em 1819.  San Martín tomou Lima em julho de 1821 e declarou a independência peruana.  Ali, San Martín encontrou muita resistência por parte dos realistas que permaneceram.  Durante esse tempo, seu exército começou a ruir por causa de doenças e também porque os soldados estavam abandonando o exército. San Martín não teve outra escolha senão implorar a ajuda de Bolívar.  Embora Bolívar e San Martín se tenham encontrado em Guayaquil, não conseguiram chegar a acordo sobre a forma de governo que deveria ser estabelecida para os países libertados,  e por isso ambos seguiram caminhos separados por enquanto. San Martín retornou ao Peru, apenas para enfrentar uma revolução em Lima que começou porque os homens que ficaram para trás eram incapazes de governar o país. Ele renunciou ao cargo de Protetor do Peru, desanimado.  Bolívar estava convencido de que era seu dever livrar o continente dos espanhóis e, por isso, viajou para Lima. Quando chegou em 1 de setembro de 1823, assumiu imediatamente o comando. 
A luta pela independência ganhou novo ímpeto após a Batalha de Ayacucho, em 9 de dezembro de 1824, na qual um exército combinado de 5.700 soldados grancolombianos e peruanos sob o comando de Antonio José de Sucre derrotou o exército monarquista de 6.500 e capturou seu líder, o vice-rei José de la Serna. 
No entanto, os exércitos realistas ainda permaneceram, que eram a fortaleza em El Callao e o exército do general Olañeta em Charcas. O exército de El Callao foi contido e sitiado pelo exército peruano, mas o exército de Olañeta provou ser mais difícil de eliminar.  Há rumores de que Olañeta planejou entregar Charcas ao Brasil em 1824 para manter o país sob controle espanhol. Ele havia pedido que o Brasil enviasse um exército; no entanto, o governador do Brasil recusou-se a se envolver.  Bolívar e San Martín desejavam fazer um acordo com Olañeta porque ele os havia ajudado na batalha de Ayacucho. Sucre, o general mais bem-sucedido de Bolívar, não confiava em Olañeta e, apesar de seu plano de fazer a paz, começou a ocupar Charcas. Sucre preparou-se para persuadir esse general monarquista, seja com palavras ou pela força. Bolívar supôs que Olañeta levaria muito tempo para decidir o que fazer e planejou viajar para Charcas durante esse tempo. No entanto, Olañeta havia planejado mais um ataque repentino. Sucre convidou os homens de Charcas para se juntarem a ele e, em janeiro de 1825, um grande número de homens do exército de Olañeta o desertou e se juntou a Sucre. Em 9 de março, Sucre conseguiu capturar todos os generais monarquistas, exceto Olañeta. No entanto, esse general feroz se recusou a se render. Finalmente, em 13 de abril, parte das forças de Olañeta se juntaram aos patriotas e se amotinaram. Olañeta foi mortalmente ferido na Batalha de Tumusla. Por fim, a Espanha havia renunciado ao seu domínio sobre a América do Sul, tendo as batalhas finais sido travadas em Charcas. 
O marechal Sucre chamou esta cidade de "o berço da independência americana".  A razão para esta declaração foi que La Paz foi o primeiro lugar onde as pessoas foram assassinadas pelo desejo de independência e agora, décadas depois, as últimas forças realistas foram derrotadas.  O que restou das forças monarquistas foi dissolvido por causa de motim e deserção. Em 25 de abril de 1825, Sucre chegou a Chuquisaca, que havia sido o centro do domínio espanhol. Os cidadãos da cidade alegraram-se,  reunindo-se ao longo da estrada. O conselho municipal, o clero e os estudantes universitários se reuniram nos arredores de Chuquisaca para saudar Sucre. O povo chegou a preparar uma carruagem romana puxada por doze donzelas vestidas de azul e branco para levar Sucre ao coração da cidade. 
Sucre convocou uma reunião para 10 de julho em Chuquisaca para decidir o destino do país de Charcas.  Havia três opções que o comitê poderia escolher. Charcas poderia unir-se à Argentina, unir-se ao Peru ou tornar-se independente.  O desejo de Bolívar era que Charcas se unisse ao Peru;  no entanto, o conselho era a favor de se tornar uma nação independente. Embora nem todos tenham votado a favor, todos assinaram a declaração de independência  em 6 de agosto de 1825.  Embora ninguém conteste que a Bolívia recebeu o nome em homenagem a Bolívar, há diferenças de opinião sobre o porquê de isso realmente ter acontecido. Alguns historiadores dizem que isso ocorreu porque o povo tinha medo de que Bolívar fosse contra a votação, pois Bolívar queria que Charcas se juntasse ao Peru. Por isso, eles passaram a nomear o país recém-formado em sua homenagem para apaziguá-lo.  A população boliviana ainda celebra o aniversário de Bolívar como um feriado nacional para homenageá-lo.  Bolívar foi presidente durante cinco meses, período durante o qual reduziu os impostos e reformou a organização da terra para ajudar a população indígena.  Ele deixou Sucre como presidente quando voltou para governar o Norte.  Sucre tentou reduzir os impostos que os indígenas eram obrigados a pagar. No entanto, esse plano falhou porque, sem ele, ele não foi capaz de apoiar o Exército da Grã-Colômbia, o que impediu os argentinos de invadir a Bolívia novamente. Assim, o sistema permaneceu em vigor. 
A partir de então, as elites locais dominaram o congresso e, embora apoiassem os esforços de Sucre, se irritavam com a ideia de que um exército grã-colombiano permanecesse no país. Após um atentado contra sua vida, Sucre renunciou à presidência da Bolívia em abril de 1828 e retornou à Venezuela. O Congresso boliviano elegeu Andrés de Santa Cruz, natural de La Paz, como novo presidente. Santa Cruz foi um ex-oficial monarquista, serviu sob o comando de José de San Martín depois de 1821 e depois sob o comando de Sucre no Equador, e teve um curto mandato como presidente do Peru, de 1826 a 1827. Santa Cruz chegou à Bolívia em maio de 1829 e assumiu o cargo.  A independência não trouxe solidariedade à nação. Durante seis décadas, o país teve instituições de governo fracas e de curta duração. 

## Breve anexação pela Província de Mato Grosso
A Espanha, que em 1807 traiu Portugal (seu até então aliado) para se aliar à França, viu-se traída por Napoleão, que aprisionou a família real espanhola e nomeou seu irmão, José Bonaparte, como Rei da Espanha, título não reconhecido pela população que resistiu à ocupação francesa. Assim, com o vácuo político criado pela ausência do seu Rei, ou seja, pela ausência de um governo central, o Império Espanhol começou a se desmantelar.
Movimentos de independência começaram a surgir em toda a América hispânica, espalhando guerra e caos. Diante dessa sensação de insegurança e temendo o caos, em junho de 1822, os três governadores dos departamentos espanhóis do Alto Peru (que já vinham sendo ameaçados pelas tropas do general Antonio José de Sucre e Simón Bolívar), reuniram-se em Cuiabá (Capital da Capitania de Mato Grosso/Brasil) e solicitaram ao governador que intercedesse junto ao Príncipe Regente Dom Pedro (que logo seria coroado como Dom Pedro I, Imperador do Brasil), para que o Reino Unido de Portugal, Brasil e Algarves anexasse esses territórios, buscando poupar sua população do massacre e do caos. 
Imediatamente, o governador de Mato Grosso enviou tropas que estavam em sua capitania para o Alto Peru, bloqueando o avanço de Bolívar e Sucre, e enviou uma carta a Dom Pedro, comunicando-o sobre o envio de tropas e a solicitação das autoridades do Alto Peru (que mais tarde se tornaria Bolívia). Carta que só foi recebida por Dom Pedro I em novembro de 1822, quando o Brasil já era uma nação independente. Além disso, Bolívar e Sucre foram mais rápidos e enviaram representantes à Prefeitura do Rio de Janeiro, que compareceram antes da carta do governador. Dessa forma, quando o Príncipe Regente recebeu a carta já havia decidido não anexar o Alto Peru, rejeitando a solicitação dos governadores da região e ordenando que as tropas fossem retiradas dali. 
Com isso, Dom Pedro I deixou a região do Alto Peru (atual Bolívia) à própria sorte, o que culminou com a invasão das tropas de Bolívar e Sucre e a independência da Bolívia da Espanha.
Claramente naquele momento, Dom Pedro I estava mais preocupado em derrotar a resistência das tropas liberais portuguesas em solo brasileiro, garantindo a unidade brasileira. Entretanto, sem que essa decisão fosse tomada, o território boliviano poderia ter sido integrado ao Brasil. 